# Eugen Johansen
Eugen Wilhelm Johansen (ur. 1 lutego 1892 w Kristianii, zm. 31 grudnia 1973 w Ottestad) – norweski jeździec sportowy. Srebrny medalista olimpijski z Amsterdamu.

## Kariera
Zawody w 1928 były jego drugimi igrzyskami olimpijskimi, wcześniej brał udział w olimpiadzie w Antwerpii (1920), gdzie indywidualnie był 13 i 11. W Amsterdamie startował we Wszechstronnym Konkursie Konia Wierzchowego i srebrny medal zdobył w konkursie drużynowym na koniu Baby. Indywidualnie był 27. Drużynę norweską reprezentowali także Arthur Qvist i Bjart Ording.
Johansen wystartował również 8 lat później w Berlinie, w konkurencji ujeżdżenie. Indywidualnie był dwudziesty, zaś w drużynie siódmy.